# Ljubezen po kranjsko
Ljubezen po kranjsko je slovenski romantično-komično dramski film iz leta 1991 v režiji Janeza Drozga po scenariju Drozga in Sama Simčiča, posnet po istoimenski povesti Janeza Zupana. Bevant je čudak, ki je želel ostati zvest sebi, zato je v nasprotju z večino ostal kmet.

## Igralci
- Marjan Hlastec
- Angelca Hlebce
- Vesna Lubej
- Radko Polič
- Vojko Zidar
- Milena Zupančič